# Ситенков, Нил
Нил Си́тенков (латыш. Nils Sitenkovs; 30 января 1989, Лиепая) — латвийский футболист, полузащитник.

## Биография
Свою футбольную карьеру Нил Ситенков начал в лиепайском «Металлурге», воспитанником которого и являлся. Хотя в составе «Металлурга» Нилу Ситенкову так и не удалось дебютировать в Высшей лиге Латвии, он постоянно играл в рядах фарм-клуба «Металлург-2».
4 июня 2008 года Нил Ситенков дебютировал в рядах лиепайского «Металлурга», а также Балтийской лиге, выйдя на замену на 87-й минуте матча между «Металлургом» и «Ригой» (2:3).
В начале 2010 года Нил Ситенков был отдан в аренду клубу «Гулбене 2005» до конца сезона, с которым в итоге занял 1-е место в Первой лиге Латвии, завоевав клубу путёвку в Высшую лигу.
После возвращения из аренды Нил Ситенков покинул «Металлург», а в начале 2011 года побывал на просмотре в «Юрмале», но закрепиться в этом клубе ему так и не удалось. В итоге, на начало сезона Нил Ситенков остался без клуба. Летом 2011 года Нил Ситенков присоединился к лиепайской «Варавиксне», с которой доиграл сезон в Первой лиге Латвии.
В начале 2012 года Нил Ситенков побывал на просмотре в клубе «Елгава», но в конце концов присоединился к уже знакомому себе клубу «Гулбене». Но 12 июля того же года он всё-таки перешёл в ряды елгавчан.